# Gwyddno ap Clydno
Gwyddno ap Clydno ap Gwrin Farfdrwch (fl.  VIe siècle) est un souverain du royaume de Meirionydd

## Contexte
Gwyddno ap Clydno est un prince de Meirionydd de la fin du VIe siècle dont la généalogie est donnée par les Harleian genealogies: 
[C]inan map brochmail map Iutnimet map Egeniud map Brocmail map Sualda map Iudris map Gueinoth map Glitnoth map Guurgint barmb truch map Gatgulart map Meriaun map Cuneda.
Son nom fut lu par erreur  Gueinoth map Glitnoth. Dans plusieurs versions postérieure il est faussement identifié avec le mythique Gwyddno Garanhir.

## Sources
- (en) Peter Bartrum, A Welsh classical dictionary: people in history and legend up to about A.D. 1000, Aberystwyth, National Library of Wales, 1993 (ISBN 9780907158738), p. 393 GWYDDNO ap CLYDNO ap GWRIN FARFDRWCH. (560)
- (en) Mike Ashley, The Mammoth Book of British Kings and Queens (England, Scotland and Wales), Londres, Robinson, 1998 (ISBN 1841190969), p. 161 Gueinoth fl 600s.